# 산카를로스 (칠레)
산카를로스(스페인어: San Carlos)는 칠레 비오비오주 뉴블레 현의 코무나이다.